# Petronella Dunois

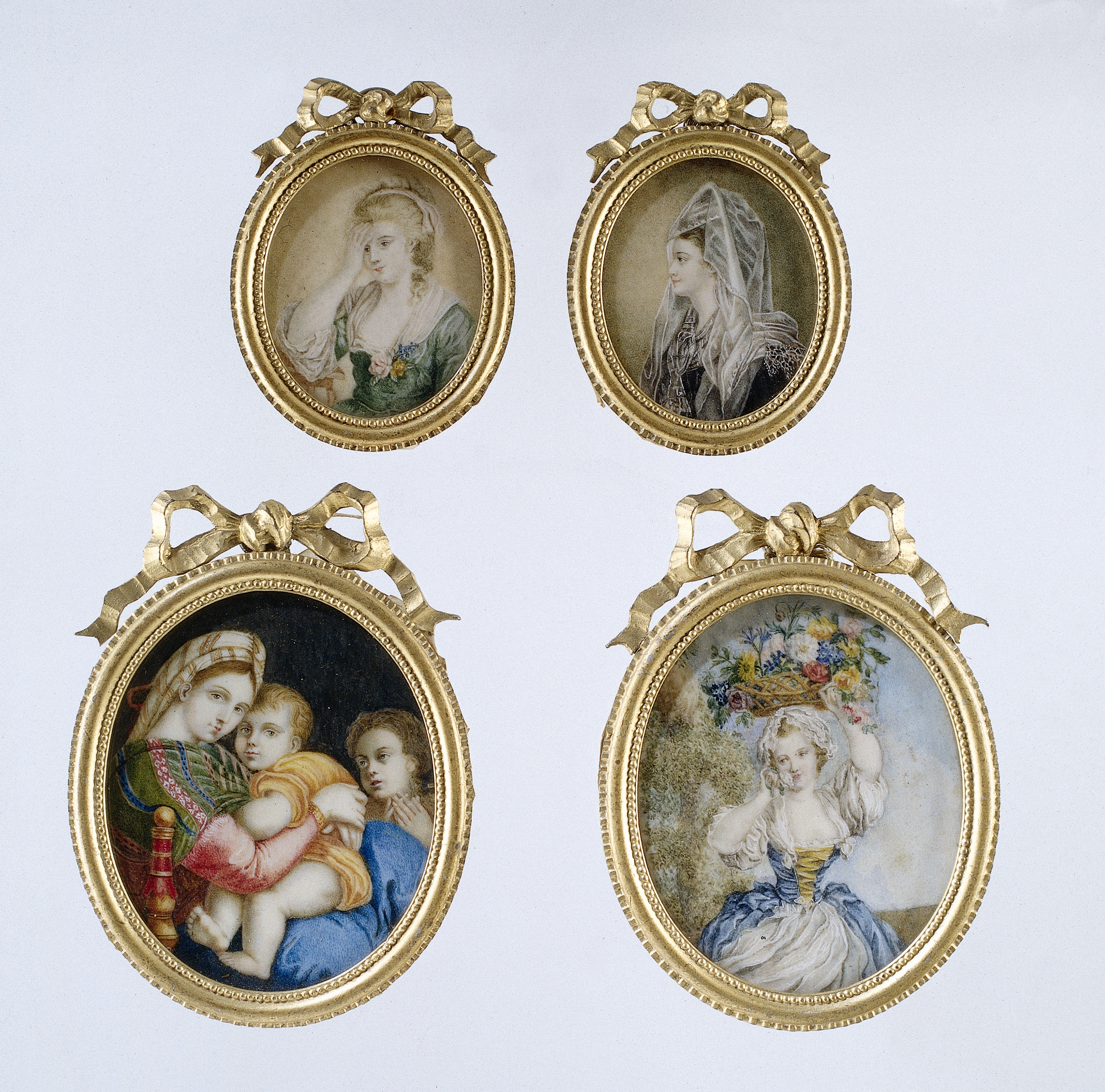
Vier geschilderde miniaturen

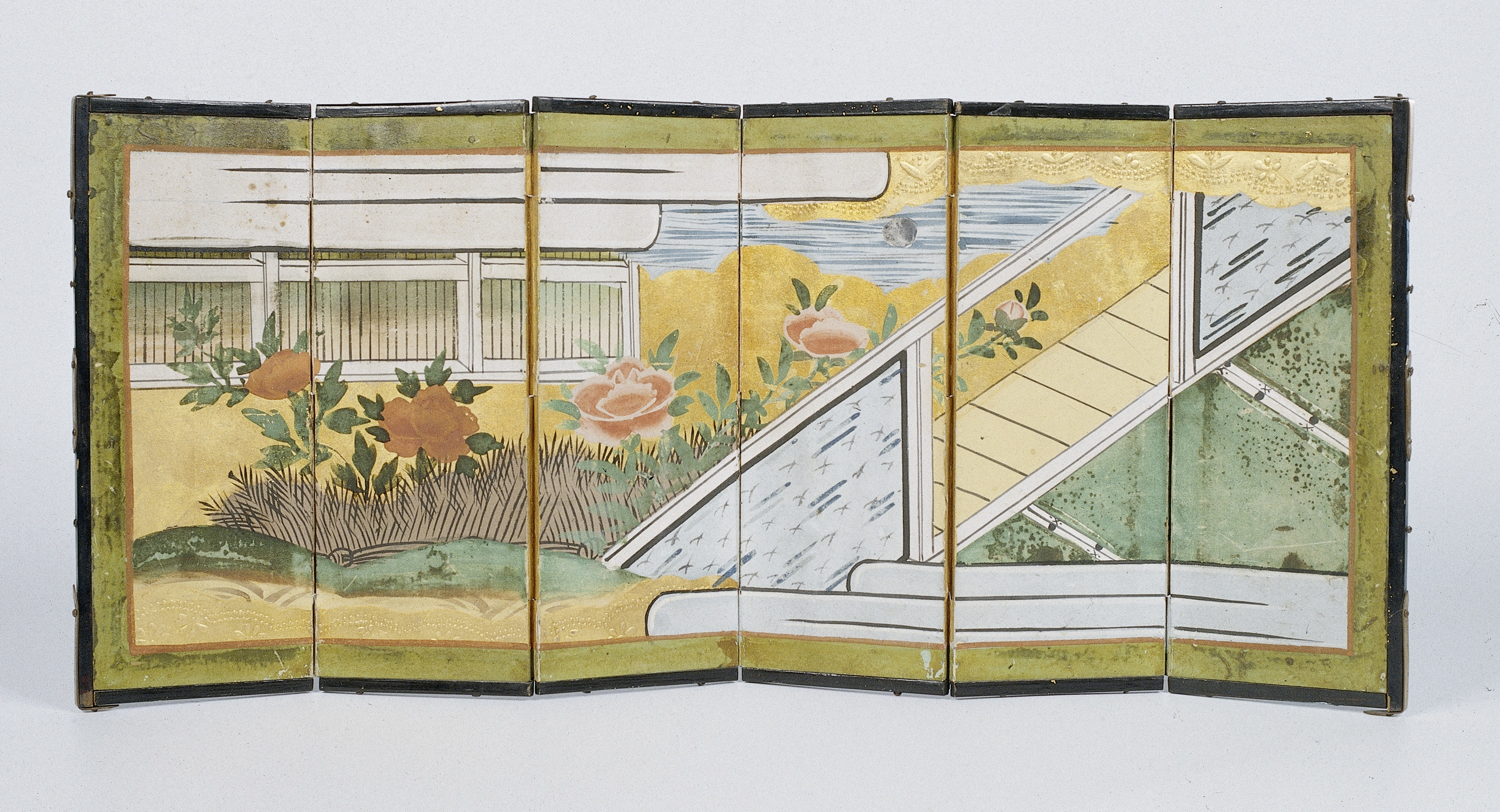
Kamerscherm beschilderd met Japanse voorstellingen

Petronella Dunois (Den Haag, 1650 - Leiden, 23 april 1695) was een Nederlandse kunstverzamelaar die bekend werd door haar kabinetpoppenhuis, dat zich bevindt in het Rijksmuseum te Amsterdam.  Dit poppenhuis is cultuurhistorisch zeer interessant omdat het een beeld geeft van de huishouding van de zeer gegoede stand in deze tijd.

## Geschiedenis
Dunois woonde na de dood van haar ouders bij haar zuster Maria in Amsterdam. Beide zusters stelden een kunstkabinet samen; zij waren niet onbemiddeld. Slechts het poppenhuis van Petronella is bewaard gebleven. Het staat vermeld op haar lijst van huwelijksinbreng uit 1677. Dunois trouwde in dat jaar met de Leidse regent Pieter van Groenendijck. Zij bracht heel wat waardevolle bezittingen mee, zoals waardepapieren, lakens, tafelkleden en servetten. Nicolaes Maes schilderde omstreeks 1680 van beide echtelieden een portret.  
Het poppenhuis bleef steeds in de familie, vererfd via vrouwelijke lijn. Het werd in 1934 aan het Rijksmuseum geschonken.

## Het kabinetpoppenhuis
Het kabinet, ingelegd met marqueterie van notenhout, bezit twee deuren, door de ruiten kan men de Kraamkamer en de Beste Kamer zien. De inventaris uit de 17e eeuw is vrijwel helemaal bewaard gebleven; wel werd er in de loop der eeuwen steeds iets aan toegevoegd. Een inventarislijst uit 1730-1740 vermeldt onder andere 20 bijzondere poppen. Op de zolder bevinden zich twee manden met echte miniatuurturfjes, de glazenspuit in de kelder werd gebruikt voor het wassen van de ramen. 